# Nic tu po mnie
Nic tu po mnie – debiutancki singel Michała Szczygła zapowiadający jego pierwszy album, wydany nakładem wytwórni Universal Music Polska.  Radiowa premiera odbyła się 7 marca 2018 na antenie RMF FM. 
Kompozycja znalazła się na 2. miejscu listy AirPlay – Top, najczęściej odtwarzanych utworów w polskich rozgłośniach radiowych. Singiel osiągnął status dwukrotnie platynowej płyty.

## Lista utworów
- Digital download

1. „Nic tu po mnie”[2] – 2:59

## Premiera i wykonania na żywo
Kompozycja została premierowo zaprezentowana przez wokalistę 25 listopada 2017 w finale ósmej edycji programu The Voice of Poland, emitowanym na kanale TVP2.

## Pozycje na listach

### Listy airplay
| Państwo | Lista (2018)      | Najwyższa pozycja |
| ------- | ----------------- | ----------------- |
| Polska  | AirPlay – Top     | 2                 |
| Polska  | AirPlay – Nowości | 3                 |

## Certyfikaty
| Państwo       | Status             | Sprzedaż |
| ------------- | ------------------ | -------- |
| Polska (ZPAV) | 2x platynowa płyta | 40 000+  |